# Inna Cherniak
Inna Mikolaevna Cherniak (en ukrainien : Інна Миколаївна Черняк, en français : Inna Mikolaïvna Tcherniak), née le 26 mars 1988 à Zaporijia, est une judokate ukrainienne. Elle est la sœur jumelle de la judokate Maryna Cherniak. Malvoyante, elle concourt aussi bien dans les compétitions pour valides que dans les compétitions handisports.

## Carrière
Elle est médaillée d'or dans la catégorie des malvoyants des moins de 57 kg aux Jeux européens de 2015 à Bakou et aux Jeux olympiques de 2016 à Rio de Janeiro.
Elle est aussi médaillée d'argent en sambo en moins de 52 kg à l'Universiade d'été de 2013 à Kazan.